# Acalypha ciliata
Acalypha ciliata é uma espécie de flor do gênero Acalypha, pertencente à família Euphorbiaceae.